# ДЕОС
ДЕОС е българска либерална политическа партия, създадена в социалните мрежи от участници в протестите срещу кабинета „Орешарски“. Тя е учредена на 9 март 2014 г. в град София и прекратява своето съществуване на 15 април 2018 г. поради саморазпускане.

## История
На 9 март 2014 г. в София е организиран Инициативен комитет, който се заема с регистрацията на ДЕОС като политическа партия. Участниците в инициативния комитет са познават помежду си от участието си в протестите срещу кабинета „Орешарски“ през 2013 година, където се ражда идеята за учредяването на нова дясноцентриска либерална партия. Голяма част от инициаторите участват в опитите за самоорганизация на протестите и са членове на Протестна мрежа.
На 30 май 2014 г. на Лятната естрада в Борисовата градина в София е проведено Учредителното събрание, на което се приема устав и са гласувани членовете на Управителния и Надзорния съвет на политическа партия ДЕОС. С решение на Софийски градски съд от 10 октомври 2014 г. ДЕОС е вписана в публичния регистър на политическите партии в България.
В края на 2016 година първият председател на ДЕОС, Емил Георгиев, подава оставка и през януари 2017 година на негово място е избран Виктор Лилов. През май Лилов е изключен от партията във връзка със спорове за подреждането на листи в предходните парламентарни избори.
На 15 април 2018 г. с решение на Общото събрание – върховният колективен орган на ДЕОС, партията е закрита.

## Устав и програма
Партия ДЕОС представя проектоустава си в интернет около седмица преди събирането на инициативния комитет. Всички желаещи членове са поканени да участват в обсъждането му в дискусионния форум Discuto. Проектът за устав е завършен навреме преди провеждането на Учредителното събрание, където е приет от участниците в него.
Основните приоритети, които партията си поставя, са три:
- Образование;
- Правоприлагане;
- Устойчиво развитие.

Основните ценности, около които се обединяват членовете и симпатизантите на ДЕОС са равнопоставеност, инициативност, лична отговорност и съблюдаване върховенството на закона, отговорно отношение към дейностите в полза на обществото, свобода в организацията на семейния и личния живот.

## Участие в избори

### Местни изори през 2015 г.
ДЕОС участва за пръв път в избори през 2015 г., когато издига кандидати за кметове и общински съветници в местните избори.

### Парламентарни избори през 2017 г.
Партията се включва в коалиция със „Зелените“ и новоучредената партия "Да, България“ на бившия правосъден министър Христо Иванов. Коалицията получава 101 217 гласа или 2,88% от гласувалите, поради което не влиза в Парламента.

## Резултати

### Резултати от местни избори в София
| Година              | Гласове брой | Разлика | Гласове % | Разлика % | Представители | Място в управлението |
| ------------------- | ------------ | ------- | --------- | --------- | ------------- | -------------------- |
| 2015 Общински съвет | 2465         |         | 0,66 %    |           | 0             | извън СОС            |
| 2015 Кмет           | 2630         |         | 0,66 %    |           | 0             | неизбран             |